# 皇室訓令
皇室訓令（こうしつくんれい、英：Hong Kong Royal Instructions）は、英国植民地時代の香港において、英皇制誥とならんで憲法的な法律とされた文書。最初の文書は1843年4月6日に発布された後、再発布・改訂がたびたびなされた。とりわけ、1917年2月14日に改訂された皇室訓令は、1997年の香港返還までの英国による統治体制の基礎となっていた。
英皇制誥に従属する形で大権により発布され、行政局、立法局の機構、特に立法局における過程や法律の制定に関する規定を定めている。1997年の香港返還後は失効し、香港特別行政区基本法がそれに代わっている。